# Ham-Sud
Ham-Sud es un municipio canadiense situado en la provincia de Quebec.

## Superficie
Ham-Sud tiene una superficie de 151,21 km².

## Demografía
En 2021, tenía 214 habitantes, una densidad poblacional de 1,4 hab./km², y 147 viviendas.